# Preikestolen fjellstue
Il Preikestolen fjellstue è un rifugio alpino nei pressi della falesia nota come Preikestolen, in Norvegia. Il rifugio si trova a 270 metri d'altezza, nel comune di Strand (contea di Rogaland), ed è il punto di partenza delle escursioni verso la rinomata roccia pulpito. È gestito dal Den Norske Turistforening (DNT).

## Storia
Il primo nucleo del rifugio è stato costruito nel 1949 nei pressi dell'alpeggio di Vatne. Il primo edificio era raggiungibile soltanto a piedi a partire dal Lysefjord. Una funicolare è stata costruita in seguito per facilitare il trasporto di materiali e cibo.
Nel 1961 è stata costruita la strada di accesso che ha permesso l'ascesa al Preikestolen in giornata.
Per anni lo Stavanger Turistforening ha considerato la possibilità di ingrandire il rifugio, o costruirne uno nuovo. Nel 2004 lo SKAGEN Fondene (un fondo con sede a Stavanger) ha fornito il contributo economico per la realizzazione del nuovo rifugio. Quattro studi di architettura sono stati invitati a fornire proposte per la nuova costruzione.
Il 18 novembre 2008 è stato inaugurato il nuovo edificio progettato dallo studio Helen & Hard e disegnato dall'architetto Reinhard Kropf. L'edificio, costato circa 28 000 NOK/m², è stato concepito in armonia con il paesaggio e con l'utilizzo del legno per soluzioni architettoniche innovative. La struttura presenta un massiccio uso di legno sia nelle strutture portanti sia nei rivestimenti, interni ed esterni, in particolare con l'utilizzo di massicci elementi prefabbricati Holz100; inoltre è stato progettato in modo da minimizzare il consumo energetico.
Il Preikestolen fjellstue ha vinto il premio Statens byggeskikkpris nel 2009, del valore di 200 000 NOK, istituito dal Ministero del governo locale e dello sviluppo regionale norvegese e assegnato con cadenza annuale ai migliori edifici di architettura spontanea.

## Caratteristiche e informazioni
Il rifugio è gestito dalla sezione Stavanger Turistforening del DNT.
Dispone di 150 posti letto, in 28 camere; inoltre è dotato di un ristorante, un bar e locali per conferenze. L'edificio principale è aperto tutto l'anno, l'ostello solo dal 1º aprile al 31 ottobre.

## Accessi
Il rifugio è sempre raggiungibile in auto tramite la Strada Nazionale 13.

## Traversate
Il Preikestolen fjellstue è il punto di partenza per le escursioni verso il Preikestolen, raggiungibile in un paio d'ore.